# Branch funding
Branch funding innebär att ett större antal aktörer inom samma bransch går ihop för att starta bolag tillsammans. Anledningen till att aktörerna går samman kan givetvis variera. Fenomenet skulle kunna beskrivas som ett branschöverskridande konsortium och skulle teoretiskt kunna startas i vilken bransch som helst, sedermera skulle branch funding-bolagen också kunna starta vilken tjänst som helst.
För att det skall finnas någon idé med ett branch funding-bolag så måste branschaktörerna som går samman ha en gemensam agenda. Antingen handlar det om att det inte finns någon tjänst som uppfyller deras önskemål, eller så saknas konkurrens på en specifik delmarknad. För att det skall bli en riktig succé krävs det dessutom att branschaktörerna börjar nyttja tjänsten samtidigt som de avslutar en annan och på så vis skapar ett fungerande, liveget bolag som per automatik tar marknadsandelar.
Det första kända svenska exemplet på branch funding-bolag är Svenska Fastighetsbranschens Investeringsaktiebolag (publ), vidare SF Invest, som grundades av Croisette Real Estate Partner i slutet av 2017. Delägare utöver Croisette var då initialt Wihlborgs, Wallenstam, Svenska Hus, NOVI, Midroc, Corem, Kungsleden, Klövern och Balder. SF Invest meddelade att deras första branch fundade tjänst skall släppas under första kvartalet 2018.